# 克莱约尔
克莱约尔（法語：Clayeures，法語發音：[klɛjœʁ]）是法国默尔特-摩泽尔省的一个市镇，属于吕内维尔区。该市镇总面积9.21平方公里，2009年时的人口为193人。

## 人口
克莱约尔人口变化图示